# سلانكامين
ستاري سلانكامين (بالصربية: Стари Сланкамен)‏، وتُعرف أيضًا باسم سلانكامين Slankamen (بالصربية: Сланкамен)‏، هي قرية تقع في بلدية إنديجا (Inđija)، في منطقة سيرميا في صربيا. تقع في مقاطعة فويفودينا المتمتعة بالحكم الذاتي، عبر مصب نهر تيسا في نهر الدانوب.

## الاسم
اسم سلانكامين "Slankamen" في حد ذاته يعني "الحجر المالح" باللغة الصربية الكرواتية.
اسمها يعني "سلانكامين القديمة"، في حين أن اسم القرية المجاورة، نوفي سلانكامين، يعني "سلانكامين الجديدة".
تُعرف القرية في اللغة المجرية باسم Szalánkemén أو Sztari Szlankamen (سابقًا أيضًا: Zalánkemén)، وفي الألمانية باسم Alt-Slankamen ، وفي التركية باسم Salankamen.

## تاريخ

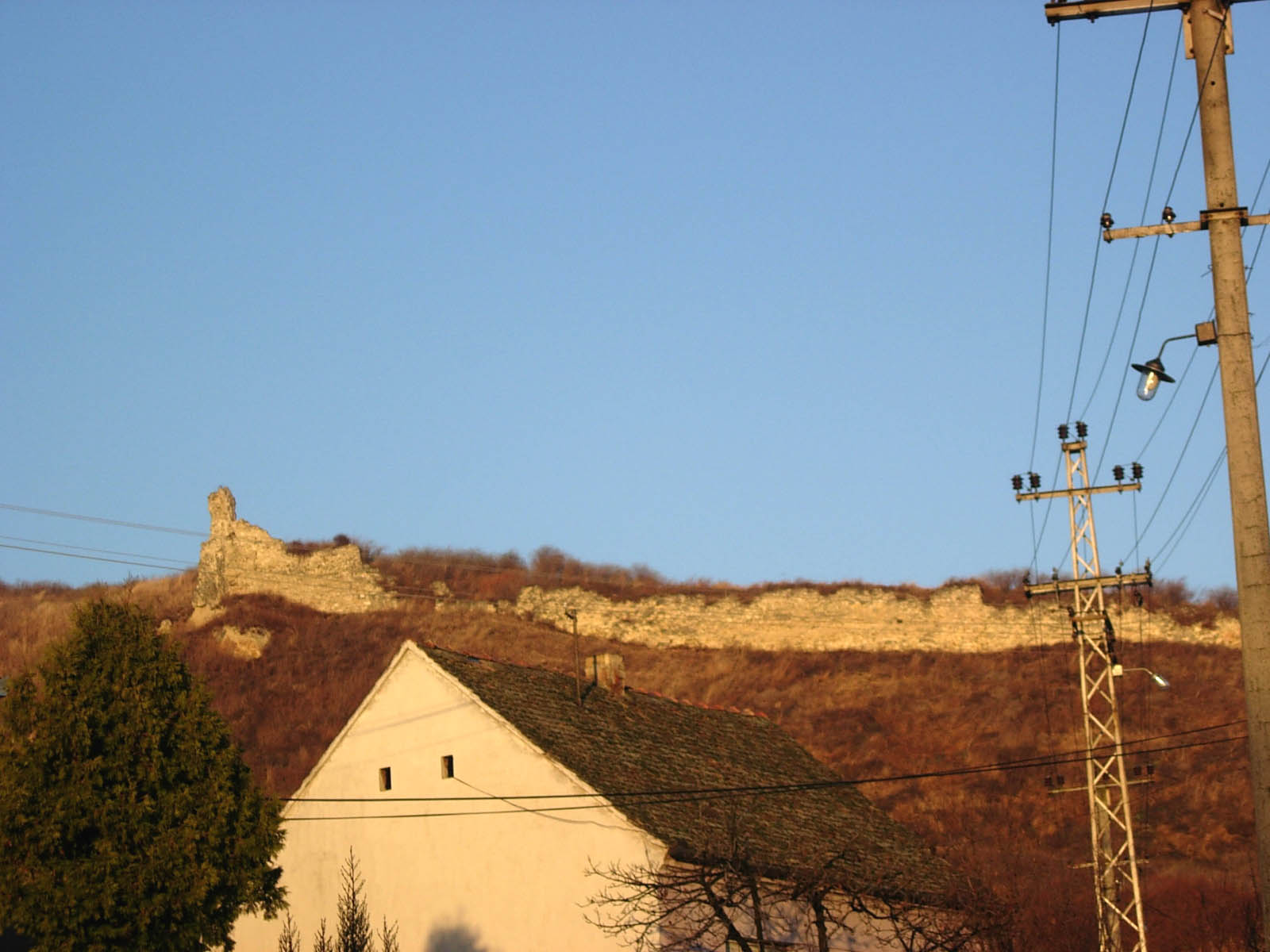
بقايا قلعة أكومينكوم.

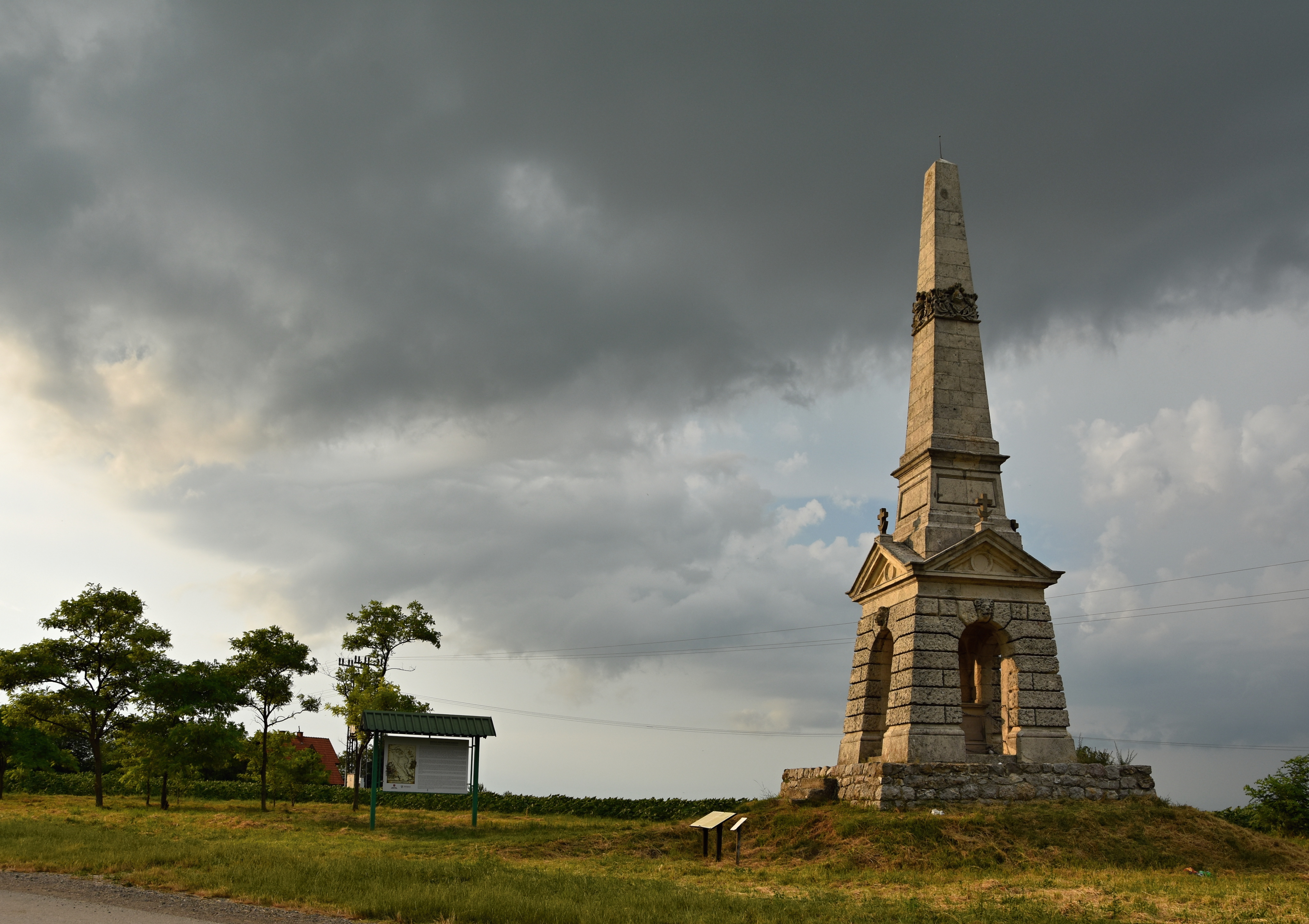
نصب تذكاري لإحياء ذكرى معركة سلانكامين عام 1691م.

في القرن الثالث قبل الميلاد، كانت المنطقة مأهولة بالسكان القلط (Celtic Scordisci). في القرن الأول قبل الميلاد، تم غزا الرومان الحصن وأصبحت المستوطنة معروفة باسم أكومينكوم. كان هناك حصن فلافي (Flavian fort) يقع في موقع استراتيجي لمراقبة الأراضي الواقعة خلف نهر تيسا، وكان معسكر الفيلق الأول بريتانيكا إكويتاتا (cohors I Britannica equitata) والثاني أدجوتريكس (II Adjutrix) متمركزًا في المدينة. وقد عُثر على منحوتات جوبيتر دوليشينوس (Jupiter Dolichenus) في المدينة. تم التنقيب عن التحصينات الرومانية في موقع دوغوريب (Dugorep).
استوطن السلاف في المنطقة في القرن السادس، وعُثر على مقابر سلافية قديمة يعود تاريخها إلى القرنين السادس والسابع في سلانكامين. خلال العصور الوسطى، كانت سلانكامين مدينة محصنة وتم ذكرها لأول مرة في عام 1072م باسم كاستروم زالانكيمن (Castrum Zalankemen).
وُلد أرسينيجي الأول بوغدانوفيتش من سريم، رئيس الأساقفة الصربي الثاني (1233م-1263م)، بعد القديس سافا في قرية دَبَار (Dabar) بالقرب من سلانكامين.
في عام 1325م، وفقًا لرسالة البابا يوحنا الثاني والعشرون إلى رئيس أساقفة كالوتشا الكاثوليكي الروماني، تم بناء مستشفى عام في القرية.
في القرن الخامس عشر، كانت المدينة تحت سيطرة الديسپوتات الصرب: أسطفان لازاريفيتش وجريج برانكوفيتش .
منذ عام 1451م، أصبحت ملكًا لآل هونياد، ومنذ عام 1498م ليوحنا كورفين . في عام 1691م وقعت معركة سلانكامين.
في القرن السادس عشر كان مقر إقامة رادوسلاف تشيلنيك (Radoslav Čelnik)، دوق سريم .
في عام 1783م، تأسست قرية معروفة باسم نوفي سلانكامين (سلانكامين الجديدة) بالقرب من ستاري سلانكامين (سلانكامين القديمة).

## السكان

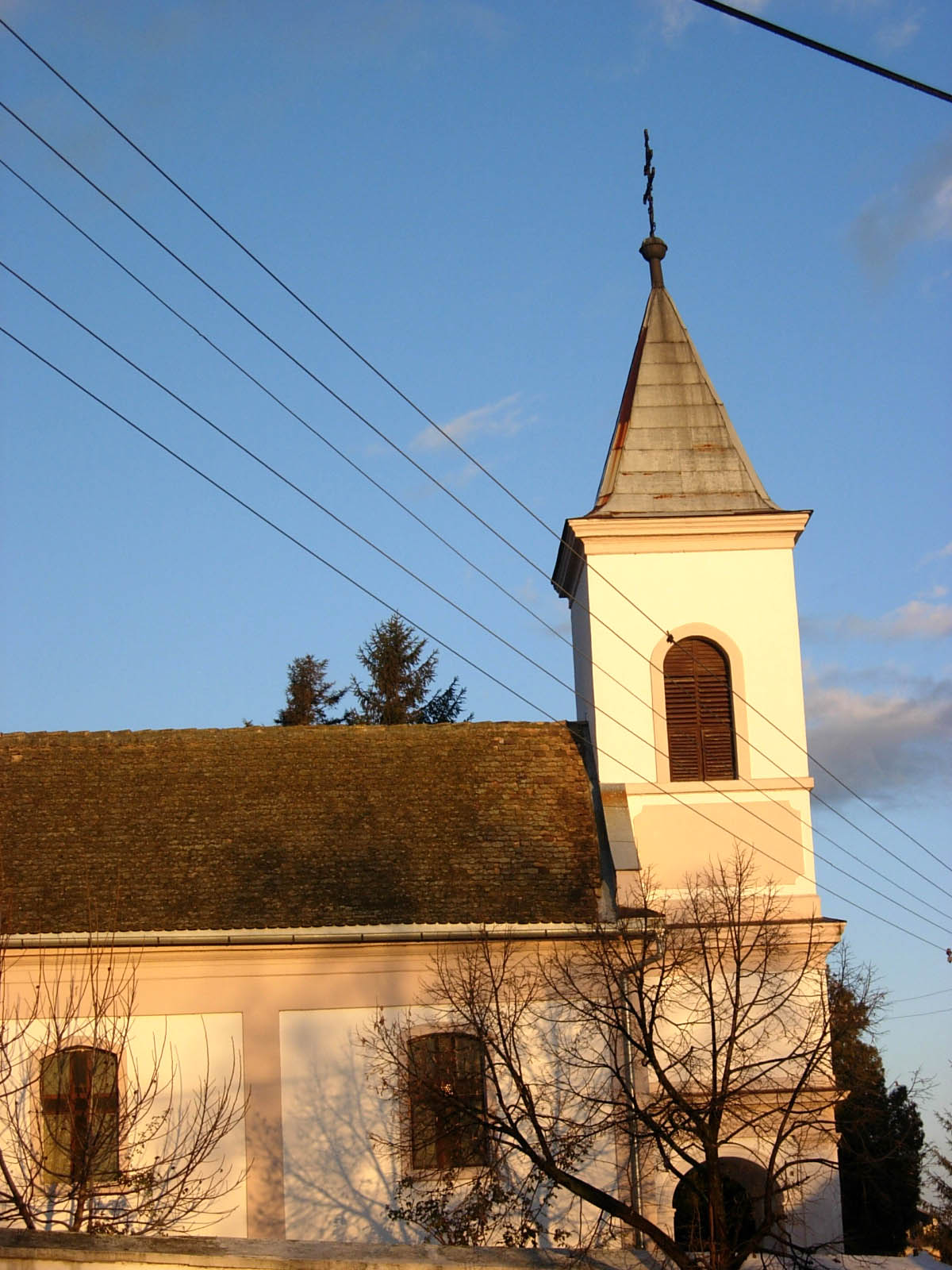
الكنيسة الكاثوليكية.

يبلغ عدد سكان القرية 674 نسمة، منهم 485 من الصرب العرقيين بحسب تعداد 2002م.
قبل الحرب اليوغوسلافية، كان الكرواتيون يشكلون 38.78% من السكان.
- عام 1961م: 778 نسمة.
- عام 1971م: 756 نسمة.
- عام 1981م: 638 نسمة.
- عام 1991م: 575 نسمة.

## الثقافة
الكنيسة الأرثوذكسية المخصصة للقديس نيكولا، وفقًا للأسطورة، تأسست في عام 1468م على يد الديسبوت الصربي فوك جرجوريفيتش (Vuk Grgurević).

## شخصيات بارزة
- أرسيني سريماتش Arsenije Sremac.
- رادوسلاف تشيلنيك Radoslav Čelnik، دوق سريم في القرن السادس عشر.
- إيسايا داكوفيتش Isaija Đaković.
- البارون جيولا فلاسيكس دي زالانكيمين Gyula Wlassics (1852م-1937م)، رجل قانون ووزير وأكاديمي مجري.

## روابط خارجية
- خريطة موقع ستاري سلانكامين.

45°08′24″N 20°15′36″E / 45.1399°N 20.2599°E